# Pittsburgh Steelers 2017
La stagione 2017 dei Pittsburgh Steelers è la 85ª della franchigia nella National Football League (NFL) e la 11ª con Mike Tomlin come capo-allenatore. È stata anche la prima stagione dalla morte di Dan Rooney.
Con un record di 13-13, il loro migliore dalla stagione 2004, gli Steelers hanno vinto il secondo titolo di division consecutivo, terminando al secondo posto nel tabellone della AFC con la possibilità di saltare il primo turno di playoff. La squadra è stata tuttavia subito eliminata nel divisional round dai Jacksonville Jaguars in casa con un punteggio di 45-42.

## Scelte nel Draft 2017
| Scelte degli Steelers nel Draft 2017 |        |                     |       |                  |
| Giro                                 | Scelta | Giocatore           | Ruolo | College          |
| 1                                    | 30     | T.J. Watt           | LB    | Wisconsin        |
| 2                                    | 62     | JuJu Smith-Schuster | WR    | USC              |
| 3                                    | 94     | Cameron Sutton      | CB    | Tennessee        |
| 3                                    | 105    | James Conner        | RB    | Pittsburgh       |
| 4                                    | 135    | Joshua Dobbs        | QB    | Tennessee        |
| 5                                    | 173    | Brian Allen         | CB    | Utah             |
| 6                                    | 213    | Colin Holba         | LS    | Louisville       |
| 7                                    | 248    | Keion Adams         | DE    | Western Michigan |

## Staff
| Staff dei Pittsburgh Steelers nel 2017 |
| --- |
| Organi dirigenziali - Presidente - Arthur J. Rooney II - Vice Presidente - Arthur J. Rooney Jr. - Consulente amministrativo - Charles H. Noll - General manager - Kevin Colbert - Director of Football and Business Administration – Omar Khan - Football Administration Coordinator – Samir Suleiman - Direttore del personale dei giocatori – Dan Rooney Jr. - Direttore degli osservatori del college – Phil Kreidler - Assistente senior, osservatore college – Rick Reiprish - Coordinatore del personale professionistico – Brandon Hunt Capo allenatore - Mike Tomlin - Assistente capo-allenatore/Defensive Line – John Mitchell Altri allenatori - Preparatore atletico – Garrett Giemont - Assistente p.a. – Marcel Pastoor Allenatori dell'attacco - Coordinatore offensivo - Todd Haley - Quarterback – Randy Fichtner - Running Back – James Saxon - Wide Receiver – Richard Mann - Tight End – James Daniel - Offensive Line – Mike Munchak - Assistente offensivo – Shaun Sarrett Allenatori della difesa - Coordinatore difensivo: Keith Butler - Inside Linebacker – Jerry Olsavsky - Outside Linebacker – Joey Porter - Defensive Back – Carnell Lake - Assistente difesa – Steve Meyer Allenatori dello special team - Coordinatore dello Special Team: Danny Smith |

## Roster
| Roster dei Pittsburgh Steelers nel 2017 |
| --- |
| Quarterback - 5 Joshua Dobbs - 3 Landry Jones - 7 Ben Roethlisberger Running Back - 26 Le'Veon Bell - 30 James Conner - 45 Roosevelt Nix FB - 39 Terrell Watson Wide Receiver - 84 Antonio Brown - 10 Martavis Bryant - 88 Darrius Heyward-Bey - 11 Justin Hunter - 17 Eli Rogers - 19 JuJu Smith-Schuster Tight End - 85 Xavier Grimble - 81 Jesse James - 89 Vance McDonald Offensive Linemen - 66 David DeCastro G - 71 Matt Feiler G - 67 B.J. Finney C - 73 Ramon Foster G - 77 Marcus Gilbert T - 65 Jerald Hawkins T - 74 Chris Hubbard T - 53 Maurkice Pouncey C - 78 Alejandro Villanueva T Defensive Linemen - 94 Tyson Alualu DE - 79 Javon Hargrave NT - 97 Cameron Heyward DE - 93 Daniel McCullers NT - 91 Stephon Tuitt DE - 96 L.T. Walton DE Linebacker - 56 Anthony Chickillo OLB - 48 Bud Dupree OLB - 54 L.J. Fort ILB - 92 James Harrison OLB - 44 Tyler Matakevich ILB - 55 Arthur Moats OLB - 50 Ryan Shazier ILB - 90 T.J. Watt OLB - 98 Vince Williams ILB Defensive Back - 29 Brian Allen CB - 25 Artie Burns CB - 37 Jordan Dangerfield SS - 28 Sean Davis SS - 22 William Gay CB - 21 Robert Golden FS - -- Joe Haden CB - 40 Mike Hilton CB - 23 Mike Mitchell FS - 24 Coty Sensabaugh CB - 20 Cameron Sutton CB - -- J.J. Wilcox FS Special Team - 4 Jordan Berry P - 9 Chris Boswell K - 46 Kameron Canaday LS Lista delle riserve - 99 Keion Adams OLB (IR) - 34 Antonio Crawford CB (IR) - 38 Greg Ducre CB (IR) - 30 Malik Golden FS (IR) - 62 Mike Matthews C (IR) - 30 Daimion Stafford SS (Did Not Report) Squadra di allenamento - 61 Kyle Friend C - 46 Matt Galambos ILB - 42 Jacob Hagen FS - 65 Lavon Hooks NT - 41 Farrington Huguenin OLB - 80 Jake McGee TE - 38 Dashaun Phillips CB - 33 Fitzgerald Toussaint RB - 16 Marcus Tucker WR - 13 Justin Thomas WR 53 attivi, 6 inattivi, 10 nella squadra di allenamento |
| Legenda - I rookie sono in corsivo. - Il primo ruolo è il principale mentre gli eventuali successivi indicano i ruoli secondari. - (IR) sta per Injured Reserve ed indica la lista ristretta per un solo giocatore infortunato che può tornare ad allenarsi dopo la settimana 6 e a rientrare in prima squadra dopo che questa ha giocato 8 partite. - (NF-Inj.) / (NF-Ill.) stanno rispettivamente per Non-Football Injured e Non-Football Illness ed indicano le liste dove viene inserito un giocatore che ha un infortunio o una malattia non dipendente dal football americano. - (PUP) sta per Physically Unable to Perform ed indica la lista dove viene inserito un giocatore mentre è in attesa di recuperare la condizione fisica. Nella stagione regolare dopo la sesta partita giocata dalla propria squadra, il giocatore ha tempo tre settimane per riprendere ad allenarsi, più tre settimane aggiuntive dal suo rientro agli allenamenti per rientrare in prima squadra. |

## Calendario

### Stagione regolare
Il calendario della stagione è stato annunciato il 20 aprile 2017.
| Turno | Data               | Avversario            | Risultato          | Record             | Stadio              | NFL.com recap      |
| ----- | ------------------ | --------------------- | ------------------ | ------------------ | ------------------- | ------------------ |
| 1     | 10/9               | at Cleveland Browns   | V 21–18            | 1–0                | FirstEnergy Stadium | Recap              |
| 2     | 17/9               | Minnesota Vikings     | V 26–9             | 2–0                | Heinz Field         | Recap              |
| 3     | 24/9               | at Chicago Bears      | S 17–23 (DTS)      | 2–1                | Soldier Field       | Recap              |
| 4     | 1/10               | at Baltimore Ravens   | V 26–9             | 3–1                | M&T Bank Stadium    | Recap              |
| 5     | 8/10               | Jacksonville Jaguars  | S 9–30             | 3–2                | Heinz Field         | Recap              |
| 6     | 15/10              | at Kansas City Chiefs | V 19–13            | 4–2                | Arrowhead Stadium   | Recap              |
| 7     | 22/10              | Cincinnati Bengals    | V 29–14            | 5–2                | Heinz Field         | Recap              |
| 8     | 29/10              | at Detroit Lions      | V 20–15            | 6–2                | Ford Field          | Recap              |
| 9     | Settimana di pausa | Settimana di pausa    | Settimana di pausa | Settimana di pausa | Settimana di pausa  | Settimana di pausa |
| 10    | 12/11              | at Indianapolis Colts | V 20–17            | 7–2                | Lucas Oil Stadium   | Recap              |
| 11    | 16/11              | Tennessee Titans      | V 40–17            | 8–2                | Heinz Field         | Recap              |
| 12    | 26/11              | Green Bay Packers     | V 31–28            | 9–2                | Heinz Field         | Recap              |
| 13    | 4/12               | at Cincinnati Bengals | V 23–20            | 10–2               | Paul Brown Stadium  | Recap              |
| 14    | 10/12              | Baltimore Ravens      | V 39–38            | 11–2               | Heinz Field         | Recap              |
| 15    | 17/12              | New England Patriots  | S 24–27            | 11–3               | Heinz Field         | Recap              |
| 16    | 25/12              | at Houston Texans     | V 34–6             | 12–3               | NRG Stadium         | Recap              |
| 17    | 31/12              | Cleveland Browns      | V 28–24            | 13–3               | Heinz Field         | Recap              |

Note
- Gli avversari della propria division sono in grassetto.

### Playoff
| Wild Card  | Qualificati direttamente al secondo turno | Qualificati direttamente al secondo turno | Qualificati direttamente al secondo turno | Qualificati direttamente al secondo turno | Qualificati direttamente al secondo turno | Qualificati direttamente al secondo turno | Qualificati direttamente al secondo turno | Qualificati direttamente al secondo turno |
| Divisional | January 14, 2018                          | Jacksonville Jaguars (3)                  | S 42–45                                   | 0–1                                       | Heinz Field                               | Recap                                     |                                           |                                           |

## Premi individuali

### Pro Bowler
Otto giocatori degli sono stati convocati per il Pro Bowl 2018, il massimo della lega:
- Le'Veon Bell, running back, 3ª convocazione
- Chris Boswell, placekicker, 1ª convocazione
- Antonio Brown, wide receiver, 6ª convocazione
- David DeCastro, offensive guard, 3ª convocazione
- Maurkice Pouncey, centro, 6ª convocazione
- Ben Roethlisberger, quarterback, 6ª convocazione
- Ryan Shazier, linebacker, 2ª convocazione
- Alejandro Villanueva, offensive tackle, 1ª convocazione

### Premi settimanali e mensili
- Cameron Heyward:

miglior difensore della AFC della settimana 4
miglior difensore della AFC della settimana 12
- Le'Veon Bell:

miglior running back della settimana 4
miglior giocatore offensivo della AFC della settimana 6
giocatore offensivo della AFC del mese di dicembre
- JuJu Smith-Schuster:

miglior giocatore offensivo della AFC della settimana 8
giocatore degli special team della AFC della settimana 17
- Antonio Brown:

giocatore offensivo della AFC della settimana 11
- Chris Boswell:

giocatore degli special team della AFC della settimana 13
- Ben Roethlisberger:

miglior giocatore offensivo della AFC della settimana 14
miglior quarterback della settimana 14
- Mike Hilton:

miglior difensore della AFC della settimana 16